# Les Ormes (Yonne)
Les Ormes é uma comuna francesa na região administrativa de Borgonha-Franco-Condado, no departamento de Yonne. Estende-se por uma área de 8,55 km². Em 2010 a comuna tinha 358 habitantes (densidade: 41,9 hab./km²).